# The Catholic Herald
The Catholic Herald è il principale settimanale cattolico britannico. 

## Storia
Fu fondato nel 1888 dal nordirlandese Charles Diamond, che venne poi arrestato per aver sostenuto il terrorismo irlandese. Il giornale venne poi rilevato da un convertito al cattolicesimo, Ernest Vernor Miles, e divenne presto, sotto la guida del direttore, il Conte Michael de la Bédoyère, il punto di riferimento per i cattolici inglesi. Il giornale fu al centro della discussione quando Churchill tentò di chiuderlo, a seguito delle critiche che de la Bédoyère gli mosse per la sua riconciliazione con la Russia sovietica.
Oggi il giornale è di proprietà di Sir Rocco Forte e Lord Black of Crossharbour, ed il direttore è Luke Coppen.

## Direttori
- Charles Diamond (1888–1934)
- Ernest Vernor Miles (1934)
- Michael de la Bédoyère (1934–1962)
- Desmond Fisher (1962–1966)
- Desmond Albrow (1966–1967)
- Gerald Noel (1971–1974, 1982–1983)
- Stuart Reid (1975)
- Richard Dowden (1976–1979)
- Terence Sheehy (1983–1988)
- Peter Stanford (1988–1992)
- Cristina Odone (1992–1996)
- Deborah Jones (1996–1998)
- William Oddie (1998–2004)
- Luke Coppen (2004 - in carica)